# Pieter Hendrik van Abshoven
Pieter Hendrik van Abshoven (Delft, 14 december 1857 - Vlaardingen, 13 juli 1911) was een Nederlands ondernemer en de oprichter van verscheidene Vlaardingse rederijen.
Van Abshoven richtte meerdere rederijen op waaronder de rederij, haringhandel en kuiperij onder handelsnaam Flevo. Tevens was hij directeur van rederij NV Stoomvisscherij Flevo III die op 19 december 1902 te Vlaardingen werd opgericht. Na zijn overlijden in 1911 werd de directie gevoerd door de Firma P. H. van Abshoven, waarin de erven vertegenwoordigd waren.
In 1922 werd deze firma ontbonden en omgezet in een vennootschap onder firma (V.O.F.), waarin zoons Hendrik Christiaan, Herman Petrus Marius en Marius Antonius van Abshoven vennoot waren. In het dagelijks gebruik bleef hij echter de Firma P. H. van Abshoven heten.
De rederij was ondergebracht bij de Firma P. H. van Abshoven, Maasstraat 1 en Oosthavenkade 56 (kuiperijen, schuren en pakhuizen) en Oosthavenkade 57 (kantoor), alle te Vlaardingen.
De naam van de NV Stoomvisscherij Flevo III hield verband met de naam van het schip waarmee deze begon: de VL 73 Flevo III. Dit schip bracht in 1934 en 1936 de Koninginneharing aan.
Van Abshoven maakte veel reclame, onder andere met een haringkroon. Ook schreef de bekende cabaretier en liedjeszanger Koos Speenhoff versjes voor hem, die Van Abshoven dan liet drukken bij zijn visreceptenblaadjes of in de Nieuwe Rotterdamsche Courant liet plaatsen.
Als enige van de Van Abshovenschepen keerde de VL 132 Flevo I redelijk ongeschonden terug uit de Tweede Wereldoorlog. Zoon Herman Petrus Marius van Abshoven was vanaf 1955 de enige firmant en verkocht het schip in 1958 aan rederij Kornaat te Vlaardingen, waarmee een einde kwam aan de rederijactiviteiten. De haring- en vishandel, kuiperij en handel in comestibles van de Firma P.H. van Abshoven werd tot circa 1964 voortgezet.